# Eastern Yar
Eastern Yar är ett vattendrag i Storbritannien.   Det ligger i grevskapet Isle of Wight och riksdelen England, i den södra delen av landet, 110 km sydväst om huvudstaden London. Eastern Yar ligger på ön Isle of Wight.